# 贵州省历史文化名村
贵州省历史文化名村由贵州省政府公布，现有28处。其中16处已升格为中国历史文化名村。
- 贵阳市
  - 花溪区石板镇镇山村（已升格为第七批中国历史文化名村）
  - 花溪区 马铃乡凯伦村
  - 开阳县禾丰布依族苗族乡马头村（已升格为第四批中国历史文化名村）
  - 乌当区 新堡乡王岗村
- 遵义市
  - 赤水市丙安乡丙安村（已升格为第四批中国历史文化名村）
  - 务川县大坪镇龙潭村（已升格为第五批中国历史文化名村）
  - 红花岗区 新舟镇沙滩村
  - 凤冈县 绥阳镇玛瑙村
- 安顺市
  - 西秀区大西桥镇鲍屯村（已升格为第五批中国历史文化名村）
  - 西秀区七眼桥镇云山屯村（已升格为第二批中国历史文化名村）
- 毕节市
  - 七星关区 大屯乡三官村
  - 黔西县 钟山乡猫山村
  - 威宁县 石门乡石门坎村
- 铜仁市
  - 石阡县国荣乡楼上村（已升格为第四批中国历史文化名村）
  - 江口县太平镇云舍村（已升格为第六批中国历史文化名村）
- 黔东南州
  - 雷山县郎德镇上郎德村（已升格为第五批中国历史文化名村）
  - 雷山县 大塘乡新桥村
  - 锦屏县隆里乡隆里村（已升格为第三批中国历史文化名村）
  - 黎平县肇兴镇肇兴村（已升格为第三批中国历史文化名村）
  - 黎平县茅贡镇地扪村（已升格为第六批中国历史文化名村）
  - 从江县往洞乡增冲村（已升格为第四批中国历史文化名村）
  - 从江县丙妹镇岜沙村（已升格为第六批中国历史文化名村）
  - 从江县 高增乡小黄村
  - 榕江县栽麻镇大利村（已升格为第六批中国历史文化名村）
- 黔南
  - 三都县都江镇怎雷村（已升格为第五批中国历史文化名村）
  - 贵定县 盘江镇音寨村
  - 荔波县 瑶山乡董蒙村
- 黔西南
  - 贞丰县 者相镇纳孔村